# Jaroslav Špaček
Jaroslav Špaček (* 11. Februar 1974 in Rokycany, Tschechoslowakei) ist ein ehemaliger tschechischer Eishockeyspieler und derzeitiger -trainer, der im Verlauf seiner aktiven Karriere zwischen 1992 und 2012 unter anderem 941 Spiele für die Florida Panthers, Chicago Blackhawks, Columbus Blue Jackets, Edmonton Oilers, Buffalo Sabres, Canadiens de Montréal und Carolina Hurricanes in der National Hockey League auf der Position des Verteidigers bestritten hat. Špaček gewann mit der tschechischen Nationalmannschaft bei den Olympischen Winterspielen 1998 die Goldmedaille. Darüber hinaus ist er dreifacher Weltmeister. Seit 2012 ist Špaček als Assistenztrainer bei seinem Stammverein HC Plzeň 1929 tätig, ebenso betreut er seit 2013 in gleicher Funktion die tschechische Nationalmannschaft.

## Karriere
Jaroslav Špaček begann seine Karriere beim TJ Rokycany, für dessen Juniorenmannschaften er bis 1992 spielte. Danach wechselte er zum HC Plzeň, für den er bis 1997 spielte und sich dabei schnell im Kader etablierte. Im Alter von 23 Jahren wechselte er nach Schweden zum Färjestad BK, nachdem er in der Saison 1996/97 38 Scorerpunkte in 52 Spielen erzielt hatte und damit ligaweit punktbester Verteidiger sowie teamintern drittbester Punktesammler war. Mit dem Färjestad BK erreichte Špaček die Playoffs der Elitserien, wobei er dazu 26 Scorerpunkte in der Hauptrunde beitrug. In der Endrunde besiegte Färjestad den HV71 sowie Leksands IF mit 3:2 und traf im Finale auf den Luleå HF. Letzterer wurde mit 3:1-Siegen bezwungen, so dass die Saison mit dem Gewinn des schwedischen Meistertitels endete. Aufgrund dieses Erfolges und Špaček persönlicher Leistungen wurde auch die National Hockey League auf ihn aufmerksam. Beim NHL Entry Draft 1998 wurde er als inzwischen 24-Jähriger von den Florida Panthers in der fünften Runde als 117. ausgewählt und unter Vertrag genommen.

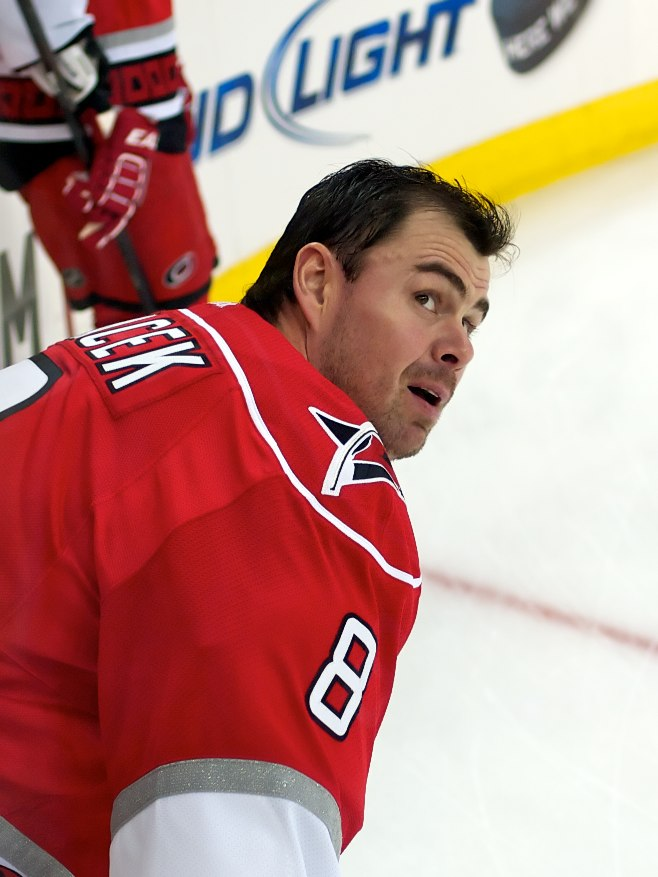
Špaček im Trikot der Carolina Hurricanes

Nach zwei erfolgreichen Jahren in Florida wechselte er zu Beginn seiner dritten NHL-Spielzeit zu den Chicago Blackhawks. Doch schon vor Ende der zweiten Saison dort ging die Reise weiter zu den Columbus Blue Jackets. Die NHL-Streiksaison 2004/05 verbrachte er wieder in Plzeň und beim HC Slavia Prag. Zurück in Nordamerika wurde er wieder in Chicago unter Vertrag genommen, aber im Januar 2006 im Tausch gegen Tony Salmelainen zu den Edmonton Oilers transferiert. Mit den Oilers erreichte er das Stanley-Cup-Finale gegen die Carolina Hurricanes, das nach sieben Spielen verloren wurde. Insgesamt erzielte er drei Tore und elf Assists in den Play-offs.
Am 5. Juli 2006 unterzeichnete Špaček einen Vertrag über drei Jahre bei den Buffalo Sabres, der ihm insgesamt ein Gehalt von circa zehn Millionen US-Dollar einbrachte. In der Saison 2006/07 erreichte Špaček mit den Sabres das Playoff-Finale der Eastern Conference. Im Dezember 2007 war Špaček Assistenzkapitän der Sabres sowie Mannschaftskapitän im Januar 2008. In der Saison 2008/09 stellte Špaček mit 45 Scorerpunkten in 80 Saisonspielen einen neuen persönlichen Rekord auf.
Am 1. Juli 2009, nachdem sein Vertrag mit den Sabres ausgelaufen war, wurde Špaček für drei Jahre von den Canadiens de Montréal verpflichtet, in denen er insgesamt 11,5 Millionen US-Dollar verdiente.
Im Dezember 2011 transferierten ihn die Canadiens de Montréal im Austausch für Tomáš Kaberle zu den Carolina Hurricanes, wo er im November 2012 seine Karriere beendete. Anschließend wurde er als Assistenztrainer vom HC Škoda Plzeň verpflichtet. Während der Playoffs 2013 kehrte Špaček für drei Spiele aufs Eis zurück und gewann mit seinem neuen Klub die tschechische Meisterschaft.
2016 wurde Jaroslav Špaček in die Tschechische Eishockey-Ruhmeshalle aufgenommen.

### International
Špaček vertrat sein Heimatland sowohl im Junioren- als auch Seniorenbereich auf internationaler Bühne. Seinen einzigen internationalen Auftritt im Juniorenbereich hatte der Verteidiger im Rahmen der Junioren-Weltmeisterschaft 1994. Špaček erzielte in sieben Spielen zwei Tore und belegte am Turnierende den fünften Rang mit den Tschechen.
Für die Seniorenauswahl spielte der Defensivspezialist erstmals bei den Olympischen Winterspielen 1998 im japanischen Nagano. Nach einem knappen Finalsieg über die russische Auswahl gewann Špaček die Goldmedaille. Die zu dieser Zeit starke tschechische Mannschaft ließ – mit dem Verteidiger im Kader – weitere Turniererfolge bei den Weltmeisterschaften der Jahre 1999 und 2001. Es folgten die Olympischen Winterspiele 2002 in Salt Lake City, die Welttitelkämpfe 2002, 2003 und 2004 sowie der World Cup of Hockey 2004, die die Tschechen stets außerhalb der Medaillenränge beendeten. Erst bei der Weltmeisterschaft 2005 gelang es Špaček seinen dritten Weltmeistertitel zu feiern. Seinen letzten internationalen Auftritt hatte er bei den Olympischen Winterspielen 2006 im italienischen Turin.

## Erfolge und Auszeichnungen
- 1998 Schwedischer Meister mit Färjestad BK
- 2013 Tschechischer Meister mit dem HC Škoda Plzeň (als Assistenztrainer und Standby-Spieler)
- 2016 Aufnahme in die Tschechische Eishockey-Ruhmeshalle

### International
| - 1998 Goldmedaille bei den Olympischen Winterspielen - 1999 Goldmedaille bei der Weltmeisterschaft - 2001 Goldmedaille bei der Weltmeisterschaft | - 2005 Goldmedaille bei der Weltmeisterschaft - 2006 Bronzemedaille bei den Olympischen Winterspielen |

## Karrierestatistik

### International
Vertrat Tschechien bei:
| - Junioren-Weltmeisterschaft 1994 - Olympischen Winterspielen 1998 - Weltmeisterschaft 1999 - Weltmeisterschaft 2001 - Olympischen Winterspielen 2002 - Weltmeisterschaft 2002 | - Weltmeisterschaft 2003 - Weltmeisterschaft 2004 - World Cup of Hockey 2004 - Weltmeisterschaft 2005 - Olympischen Winterspielen 2006 |

(Legende zur Spielerstatistik: Sp oder GP = absolvierte Spiele; T oder G = erzielte Tore; V oder A = erzielte Assists; Pkt oder Pts = erzielte Scorerpunkte; SM oder PIM = erhaltene Strafminuten; +/− = Plus/Minus-Bilanz; PP = erzielte Überzahltore; SH = erzielte Unterzahltore; GW = erzielte Siegtore; 1 Play-downs/Relegation; Kursiv: Statistik nicht vollständig)